# Campylopus laxoventralis
Campylopus laxoventralis là một loài Rêu trong họ Dicranaceae. Loài này được Herzog ex J.-P. Frahm mô tả khoa học đầu tiên năm 1979.